# William Daniel Leahy

Admiral William Leahy, Fotografie circa 1945

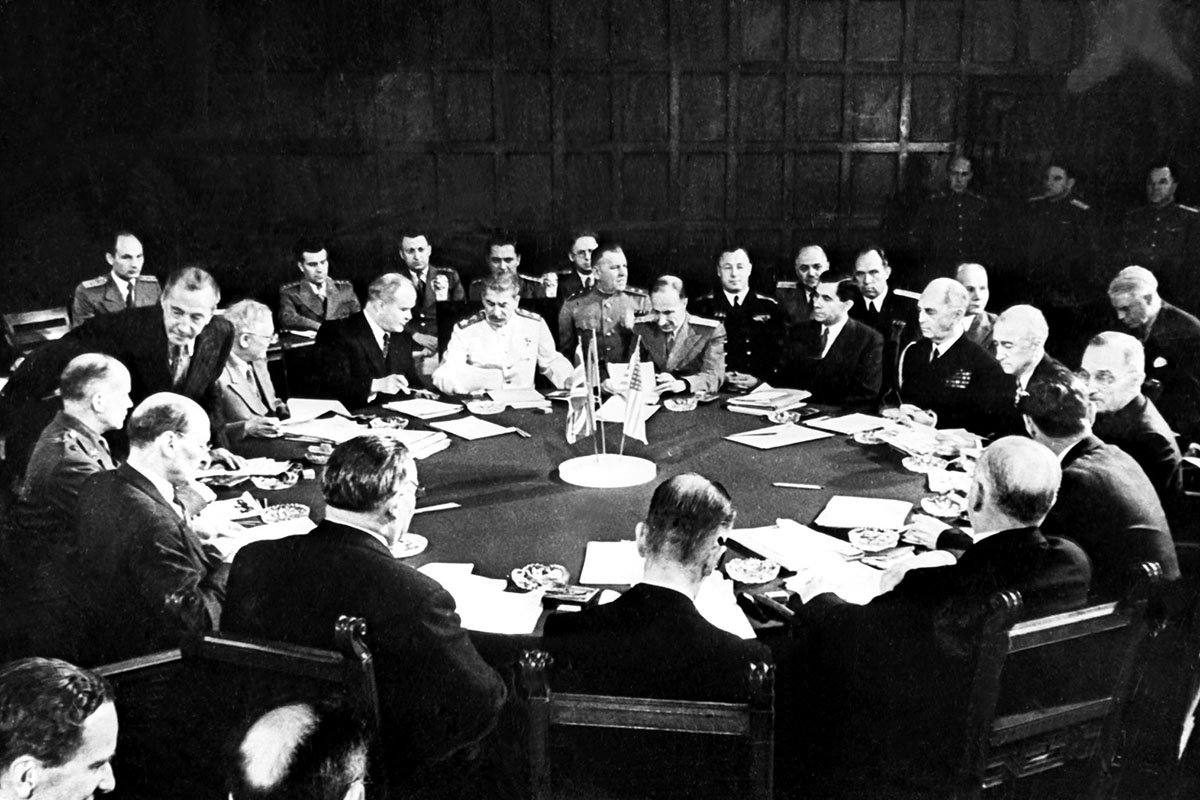
Potsdamer Konferenz, am Konferenztisch sitzen u. a. Clement Attlee, Ernest Bevin, Wjatscheslaw Molotow, Josef Stalin, William Leahy, James F. Byrnes und Harry S. Truman.

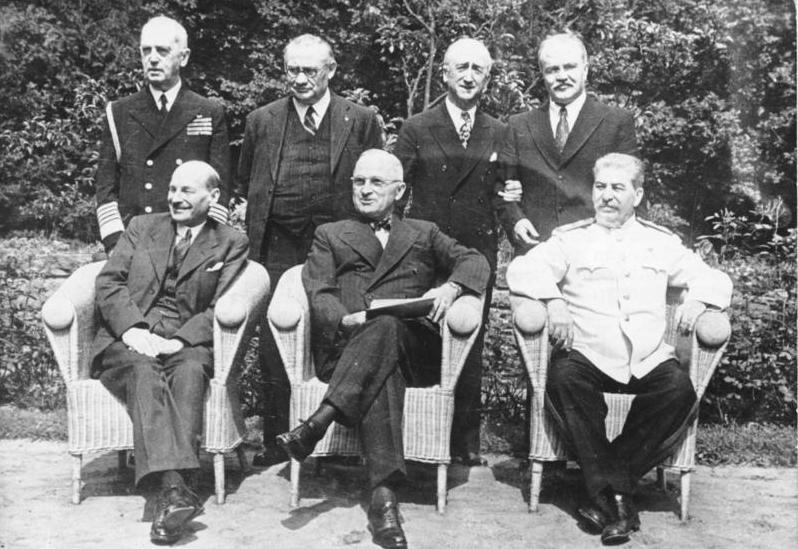
Gruppenbild mit (von links) Clement Attlee, Harry S. Truman, Josef Stalin in Korbsesseln sitzend; stehend dahinter: William Leahy, Ernest Bevin, James F. Byrnes und Wjatscheslaw Molotow.

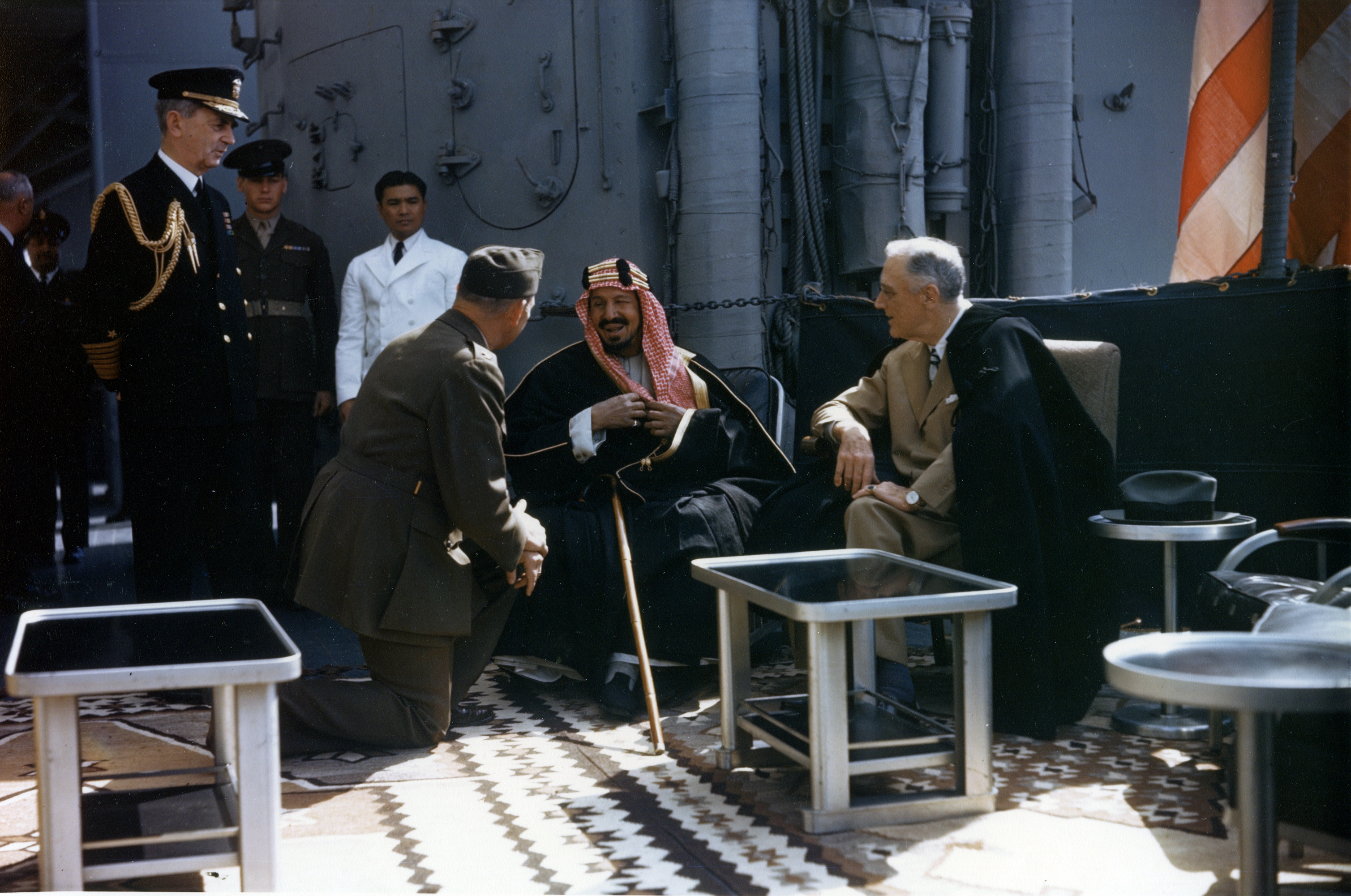
Leahy, König Ibn Saud und Präsident Roosevelt an Bord der Quincy am 14. Februar 1945, als Präsident und König die Quincy-Vereinbarung schlossen. Der Vertrag garantierte zum einen die Versorgung der USA mit Erdöl durch die Familie Al Saud, zum anderen sicherte Roosevelt den Al Saud die militärische Unterstützung und somit den Machterhalt der königlichen Familie zu.

William Daniel Leahy (* 6. Mai 1875 in Hampton, Franklin County, Iowa; † 20. Juli 1959 in Bethesda, Maryland) war ein US-amerikanischer Offizier und der erste Fleet Admiral der United States Navy.

## Biografie

### Familie
Leahy stammt aus einer irisch-amerikanischen Familie. Er war der Sohn von Michael Arthur Leahy (1838–1921), einem erfolgreichen Anwalt und Bürgerkriegsveteranen. Als Kind zog mit den Eltern nach Ashland, Wisconsin. Er heiratete im Jahre 1904 Louise Tennent Harrington († 1942); beide hatten Kinder, u. a. den Sohn William Harrington Leahy (1904–1986), der später Rear Admiral wurde.

### Militärdienst und Diplomat
Nach seiner schulischen Grundausbildung versuchte Leahy, an der United States Military Academy in West Point angenommen zu werden, was ihm aber misslang. So besuchte er die High School in Ashland und bekam anschließend ein Stipendium für die United States Naval Academy in Annapolis, an der er 1897 seinen Abschluss machte.
Als Midshipman diente Leahy an Bord des Schlachtschiffes Oregon im Pazifik. Nach zwei Jahren Dienst folgte 1899 seine Beförderung zum Ensign. Zu dieser Zeit befand sich Leahy in Asien und diente auf der Castine und der Glacier. Als ein Aufruhr auf den Philippinen und der Boxeraufstand in China stattfand, befehligte er das Kanonenboot Mariveles. 1902 kehrte er als Leutnant in die USA zurück und diente fünf Jahre lang an Bord des Kreuzers Tacoma und der Boston, die in Panama während der ersten Kanalbauphase stationiert war.
Ab 1907 war Leahy Ausbilder an der US Naval Academy und zuständig für die Fächer Physik und Chemie. Doch schon 1909 fuhr er auf dem Kreuzer California wieder zur See, wurde Lieutenant Commander (Korvettenkapitän) und bekleidete dort den Posten des Navigators. Als die USA 1912 Nicaragua besetzten, hatte Leahy das Oberkommando über die amerikanischen Marineeinheiten vor Ort.
Während Leahy 1915 das Kanonenboot Dolphin befehligte, schloss er eine enge Freundschaft mit Franklin D. Roosevelt, der sich als stellvertretender Marineminister auch an Bord befand. 1916 wurde er zum Commander (Fregattenkapitän) befördert. Nach weiteren Dienstjahren, teilweise wiederum in Asien und auf einem Truppentransporter, der Einheiten nach Frankreich brachte, wurde er 1918 Direktor des Waffen- und Pionierdepartments der Navy, befördert zum Captain (Kapitän zur See).
Im Griechisch-Türkischen Krieg 1921 befehligte Leahy die St. Louis, die das Flaggschiff der Navy-Einheiten in türkischen Gewässern war. 1927 wurde er Rear Admiral (Konteradmiral). Ab 1933 leitete Leahy das Navigationsamt der Navy und wurde 1935 zum Vice Admiral befördert. Unter seinem Kommando fuhr ab 1936 die Schlachtschiffflotte der US Navy mit ihrem Flaggschiff, der California. 1937 wurde er zum Admiral befördert und trat die Nachfolge William H. Standleys als Chief of Naval Operations an.

Fleet Admiral

1939 beendete Leahy seine Militärkarriere und legte den Amtseid als Gouverneur von Puerto Rico ab. Roosevelt verabschiedete ihn mit den Worten: „Bill, wenn Krieg ausbricht, kommst du schnell zurück und hilfst mir, ihn zu führen.“ Leahy war gerade seit einem Jahr Gouverneur von Puerto Rico, als die US-Regierung ihn als Ablösung für William C. Bullitt zum Botschafter in Vichy-Frankreich bestellte. Im Mai 1942 berief ihn Roosevelt in die USA zurück.
Im Juli 1942 kehrte er in seine Navy-Ämter zurück und wurde persönlicher militärischer Berater des Präsidenten. Er war Vorsitzender der Joint Chiefs of Staff und kurz darauf auch der westalliierte Combined Chiefs of Staff. Im Dezember 1944 wurde er in den Rang eines Fleet Admiral befördert.
Am 25. April 1949 ließ sich Leahy vom Amt freistellen und diente weiter in der Navy-Administration und als Präsident der Marinegeschichtsstiftung. William Daniel Leahy verstarb 1959; sein Grab befindet sich auf dem Nationalfriedhof Arlington, Sektion 2, Grab 932.

## Auszeichnungen, Ehrungen
Auszeichnungen (Auswahl)
Auswahl der Dekorationen, sortiert in Anlehnung der Order of Precedence of the Military Awards:
- Navy Cross
- Navy Distinguished Service Medal (3 ×)
- Asiatic–Pacific Campaign Medal
- World War II Victory Medal

Ehrungen
- Leahy, ein Kreuzer, der das Typschiff der Leahy-Klasse war.
- Namensgeber für das Kap Leahy in der Antarktis
- In der Historischen Rangordnung der höchsten Offiziere der Vereinigten Staaten wird er auf dem hohen 14. Rang geführt.

## Werke
- William D. Leahy: I was there. The personal story of the chief of staff to Presidents Roosevelt and Truman based on his notes and diaries made at the time. Whittlesey House, New York NY u. a. 1950 (Autobiografie).